# Вільшанська сільська рада (Крижопільський район)
| Вільшанська сільська рада — орган місцевого самоврядування у Крижопільському районі Вінницької області з адміністративним центром у с. Вільшанка. Сільській раді підпорядковані населені пункти: - с. Вільшанка - с. Доярня - с-ще Рудник - с-ще Файгород |

## Склад ради
Рада складається з 16 депутатів та голови.

## Керівний склад сільської ради
| ПІБ                       | Основні відомості                                                         | Дата обрання | Дата звільнення |
| ------------------------- | ------------------------------------------------------------------------- | ------------ | --------------- |
| Іщук Олександр Григорович | Сільський голова, 1974 року народження, освіта                            | 26.03.2006   | 31.10.2010      |
| Іщук Олександр Григорович | Сільський голова, 1974 року народження, освіта вища, член Партії регіонів | 31.10.2010   |                 |

Примітка: таблиця складена за даними джерела